# Jerzykowo (powiat poznański)
Jerzykowo (dawn.Vehne, Jentkental (1939-45) – wieś w Polsce położona w województwie wielkopolskim, w powiecie poznańskim, w gminie Pobiedziska w sołectwie: Jerzykowo, Bugaj, Barcinek sołtysem jest Andrzej Gruszczyński.
Wieś położona jest w dolinie rzeki Głównej Pierwsza informacja o wsi Jerzykowo występuje w dokumencie księcia Władysława Odonicza z 28 maja 1235 r., w którym nadał wieś Vehne zamieszkałą przez ród Jerzyka kościołowi poznańskiemu. Używano wtedy nazwy Jurzykowo. W 1266 wieś książęca została formalnie osadzona na niemieckim prawie wiejskim i oddana sołtysowi Janthoni. W 1380 właścicielem Jerzykowa był Mikołaj, kasztelan Ostrowa Lednickiego.
Na przełomie XVII i XVIII w. teren wsi Jerzykowo został zasiedlony przez osadników niemieckich, którzy przybyli na obszary wyludnione po potopie szwedzkim. Kolejny napływ osadników z terenu Niemiec miał miejsce po II rozbiorze Polski w 1793 r. gdy władze pruskie przejęły i zsekularyzowały majątki należące do kościoła, w tym wieś Jerzykowo stanowiącą własność kapituły poznańskiej. Po przeprowadzonej na terenie Wielkiego Księstwa Poznańskiego przez króla pruskiego w 1823 r. reformie uwłaszczeniowej powstały w Jerzykowie 4 duże majątki ziemskie i kilka gospodarstw. Część majątków została następnie wykupione przez Komisję Osadniczą, która zniosła zagrody dla kolonistów niemieckich.
Pod koniec XIX wieku Jerzykowo (znane też jako Irzykowo) wchodziło w skład powiatu średzkiego. Wieś liczyła wówczas 16 dymów i 190 mieszkańców (138 ewangelików i 52 katolików).
Od 1880 r. Jerzykowo stało się ośrodkiem osadnictwa niemieckiego. Utworzono urząd stanu cywilnego oraz nową szkołę pruską. Ze względu na ciągły napływ osadników na skraju wsi w 1895 r. wzniesiono kościół ewangelicki (obecnie rzymskokatolicki) w stylu neogotyckim oraz ok. 1903 r. pastorówkę i park. Zarówno kościół jak i mieszkanie pastora funkcjonowały w okresie międzywojennym, mimo iż teren parku w 1920 r. przeszedł w ręce Skarby Państwa Polskiego. 
W latach 1975–1998 miejscowość należała administracyjnie do województwa poznańskiego. W 2011 Jerzykowo liczyło 1213 mieszkańców. Niedaleko miejscowości przebiega dawna droga krajowa nr 5, obecnie droga wojewódzka nr 194. W okolicach Jerzykowa (nad jeziorem Kowalskim) położona jest najpopularniejsza w Wielkopolsce plaża naturystyczna, licznie odwiedzana przez naturystów z Poznania. Jest ona ukryta w roślinności i umieszczona na półwyspie, zapewniając właściwą intymność.

## Interesujące miejsca
- Najstarszy dom w Jerzykowie przy ul. Okrężnej 56 wybudowany metodą szachulcową w 1 poł XIX w.. Muzeum Pierwszych Piastów planuje uruchomić punkt etnograficzny.
- Pomnik przyrody - Dąb o obwodzie ok. 550 cm z ok. 1520 r. obok najstarszego domu w Jerzykowie.
- Dawna szkoła pruska przy ul. Okrężnej 68 - obecnie dom mieszkalny i siedziba UKS Zalew Jerzykowo.
- Zabytkowy neogotycki kościół ewangelicki z 1895 r. (od 1946 r. kościół pw. Niepokalanego Serca NMP[12]
- Dawna pastorówka z 1905 r. przy ul. Okrężnej 39.
- Cmentarz ewangelicki na wzniesieniu przy skrzyżowaniu ul. Okrężnej a ul. Nad Zalewem - obecnie nieczynny
- Zapora pośrednia na rzece Głównej, spiętrzająca wschodnią część Jeziora Kowalskiego.

## Sport
W Jerzykowie działa prężnie klub kajakowy UKS Zalew Jerzykowo. Powstał w 1996 roku. z inicjatywy trenerki Elżbiety Hoffman i zaangażowanych rodziców. Jest stowarzyszeniem skupiającym dzieci i młodzież w wieku szkolnym.Pierwszym prezesem został Pan Paweł Owsiany, następnie Panowie: Tomasz Manthei, Maciej Kulesza, Andrzej Tracz. Natomiast kolejni trenerzy to: Maciej Kasprzak i Mateusz Witek.

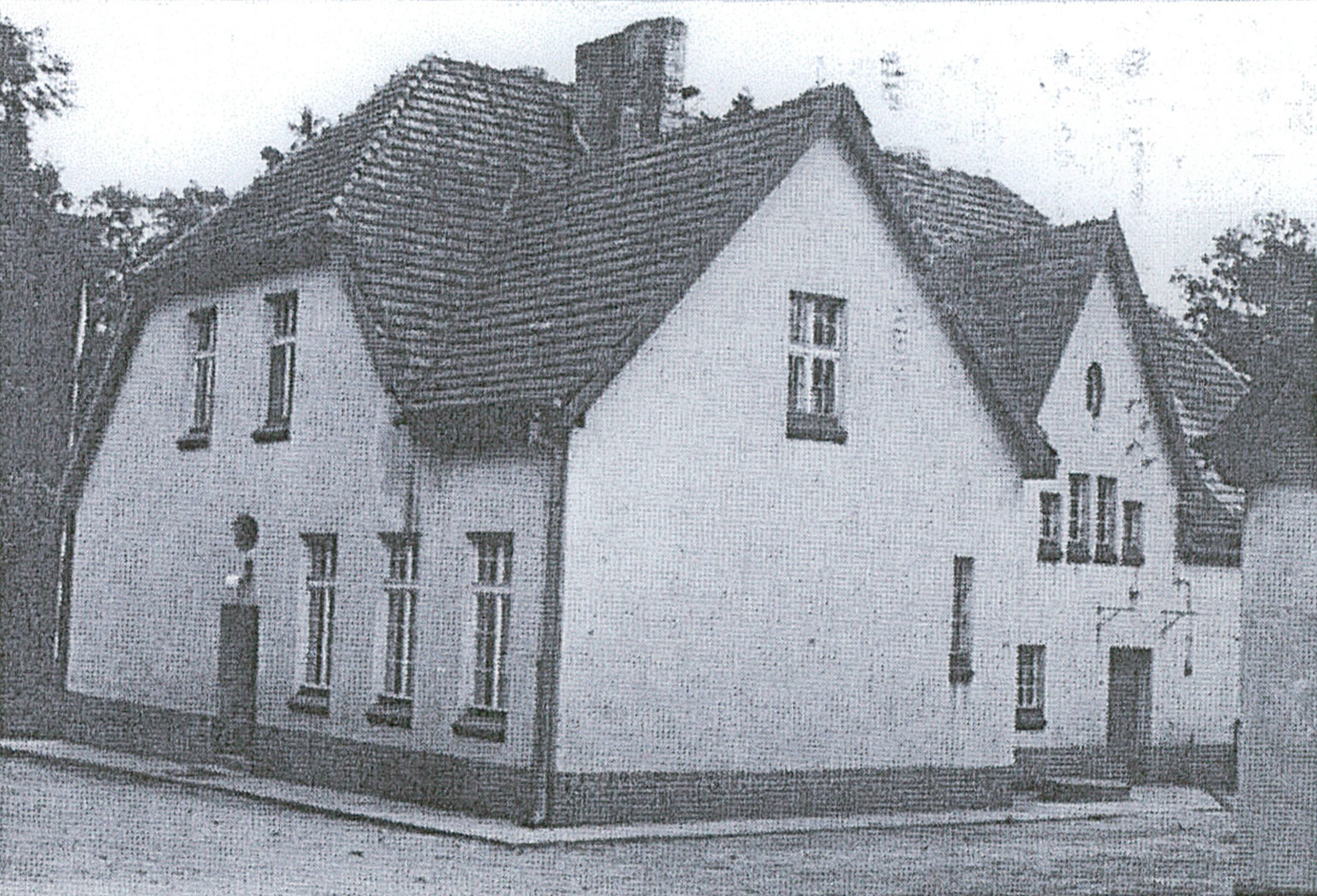
Dawna pastorówka w Jerzykowie - 1984 r.
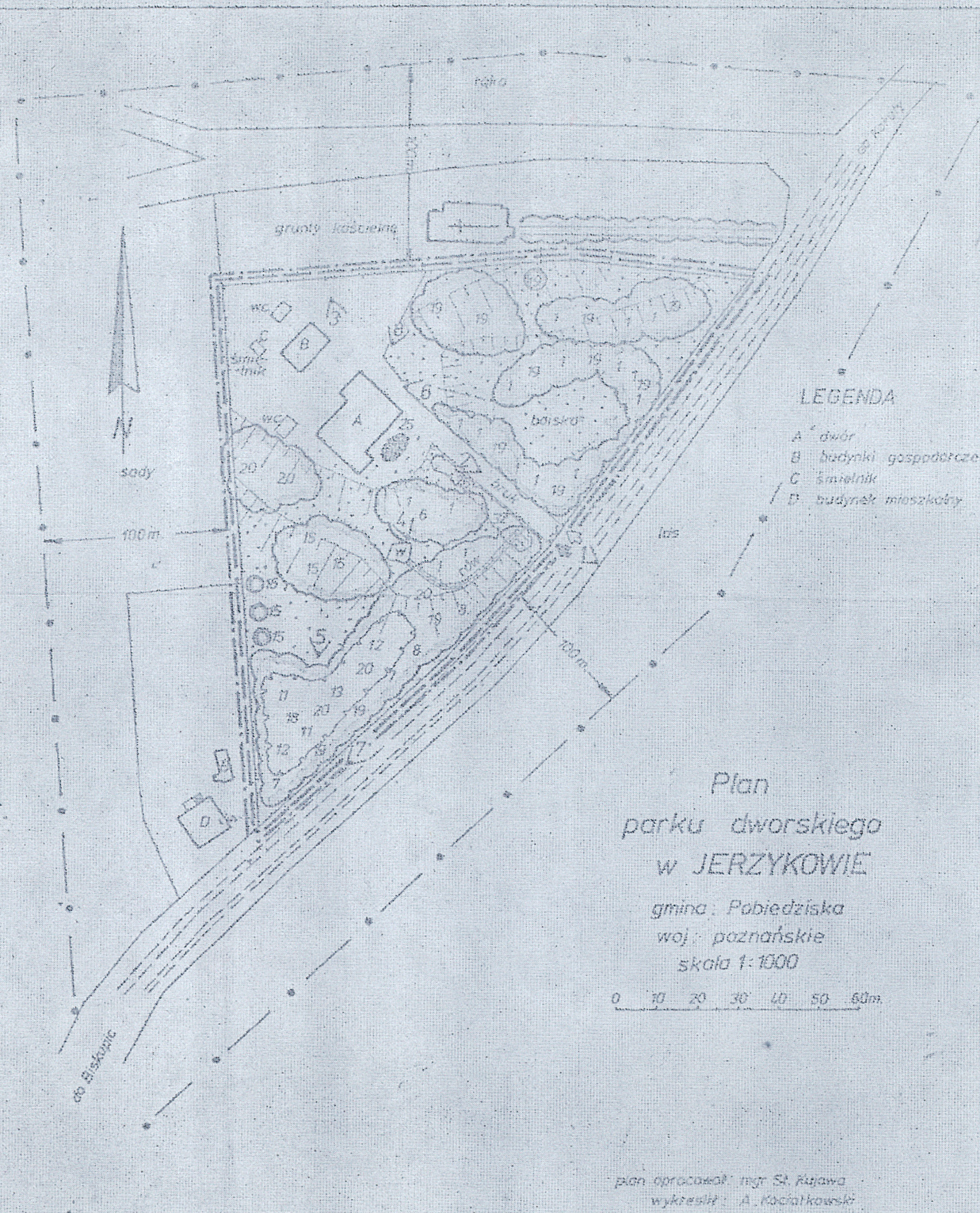
Plan parku dworskiego w Jerzykowie - 1984 r.